# Чистопољ
Чистопољ (рус. Чистополь, тат. Çístay) град је у Русији у републици Татарстану. Налази се на левој обали реке Каме, 125 km северно од железничке пруге Нурлат (на линији Уљановск - Уфа). Од Казања је удаљен 144 km. Основан је почетком 18. века, а статус града је добио 1781. године. Према попису становништва из 2010. у граду је живело 60.703 становника.

## Историја
Село Чистоје Поље (руски: Чистое Поле), односно Архангелскаја слобода (руски: Архангельская слобода) основано је почетком 18. века. Године 1781. добија статус окружног градића и данашње име. Од 1920. до 1930. средиште је кантона.

## Становништво
Према прелиминарним подацима са пописа, у граду је 2010. живело 60.703 становника, 2.326 (3,69%) мање него 2002.
| 1939.  | 1959.  | 1970.  | 1979.  | 1989.  | 2002.  | 2010.  |
| ------ | ------ | ------ | ------ | ------ | ------ | ------ |
| 31.973 | 51.864 | 60.005 | 64.285 | 65.468 | 63.029 | 60.755 |

## Познати грађани Чистопоља
- Александар Михајлович Бутлеров, руски хемичар, рођен у Чистопољу 1828. године